# État des lieux
État des lieux è un film del 1995 diretto da Jean-François Richet, al suo esordio alla regia di un lungometraggio.

## Trama
Mentre ogni mattina migliaia di lavoratori lasciano le banlieue per recarsi nella capitale, c'è chi resta. Pierre Céphas è tra questi. Finito il turno in fabbrica, bazzica con gli amici i pressi del suo condominio o si allena al club di boxe del quartiere. Quotidianamente, deve confrontarsi con lo zelo della polizia, la durezza del mondo del lavoro e l'onnipresenza dei capetti.

## Produzione
Esordienti autodidatti, Jean-François Richet e l'amico Patrick Dell'Isola avevano già scritto diverse sceneggiature, senza però che queste venissero notate dai produttori, finché il produttore Claude Besson, padre di Luc, non gli ha suggerito di autofinanziarsi il film, dati i bassi costi che avrebbe richiesto. I due hanno raccolto la somma necessaria scommettendo metodicamente 5000 franchi a testa, presi dall'indennità di disoccupazione di Richet e dal revenu minimum d'insertion di Dell'lsola, sul colore alla roulette. In sei mesi di casinò tra Forges-les-Eaux e Deauville sono riusciti a mettere da parte 340 mila franchi, per poi perderli quasi tutti nell'arco di una serata: si sono quindi decisi di realizzare il film con ciò che gli rimaneva, ovvero circa 100 mila franchi, più quanto sarebbero riusciti a farsi prestare. In tutto, il budget del film è stato di 150 mila franchi.
Le riprese sono durate tre settimane. Sul set, Richet e Dell'Isola si sono divisi i compiti da produttore, avendo fondato una propria casa di produzione ad hoc, mentre il primo dirigeva il film e l'altro vi recitava nel ruolo del protagonista.

## Riconoscimenti
- 1996 - Premio César
  - Candidatura per la migliore opera prima